# Nagaokakyo
Nagaokakyo (長岡京市, Nagaokakyō-shi) is een stad in de prefectuur Kioto, Japan. Begin 2014 telde de stad 80.084 inwoners. Nagaokakyo maakt deel uit van de metropool Groot-Osaka.
De naam Nagaokakyo is afkomstig van de voormalige hoofdstad van Japan Nagaoka-kyo.

## Geschiedenis
Op 1 oktober 1972 werd Nagaokakyo benoemd tot stad (shi). Daarvoor was de stad een gemeente genaamd Nagaoka.

## Partnersteden
- Izunokuni, Japan
- Arlington, Verenigde Staten
- Ningbo, China

## Geboren
- Takashi Usami (1992), voetballer

Steden:
Ayabe · Fukuchiyama · Joyo · Kameoka · Kizugawa · Kyotanabe · Kyotango · Kyoto (hoofdstad) · Maizuru  · Miyazu · Muko · Nagaokakyo · Nantan · Uji · Yawata

Districten:
Funai · Kuse · Otokuni · Souraku · Tsuzuki · Yosa
Gemeenten per district